# Fascio Sportivo Savoia 1932-1933
Questa voce raccoglie le informazioni riguardanti il Savoia nelle competizioni ufficiali della stagione 1932-1933.

## Stagione
La stagione 1932-1933 fu la 13ª stagione sportiva del Savoia.
Prima Divisione 1932-1933: 3º posto

## Divise
| Casa | Trasferta |

## Organigramma societario
Area direttiva
- Presidente:  Alfredo Gallo
- Dirigenti: Angelo Guidone, Ruggiero, Modugno, Franco Pierro, Raffaele Pierro, Mario De Gennaro, Antonio Save, B. Salzano

Area tecnica
- Direttore Sportivo: Salvatore Crispino
- Allenatore:  Emerich Hermann

## Rosa
| N. |                   | Ruolo | Calciatore           |
| -- | ----------------- | ----- | -------------------- |
|    | Italia (bandiera) | P     | Ferdinando Ammendola |
|    | Italia (bandiera) | P     | Ciro Visciano        |
|    | Italia (bandiera) | C     | Oscar Cirillo        |
|    | Italia (bandiera) | D     | Egidio De Franceschi |
|    | Italia (bandiera) | D     | Luca Giordano        |
|    | Italia (bandiera) | D     | Michele Giraud II    |
|    | Italia (bandiera) | C     | Mario Brasile        |
|    | Italia (bandiera) | C     | Pino Ghisi           |
|    | Italia (bandiera) | C     | Raffaele Giraud I    |
|    | Italia (bandiera) | C     | Luigi Raimo          |
|    | Italia (bandiera) | C     | Stefano Sbriglia     |

| N. |                   | Ruolo | Calciatore            |
| -- | ----------------- | ----- | --------------------- |
|    | Italia (bandiera) | C     | Silverio Tricoli      |
|    | Italia (bandiera) | A     | Mario Ceccarini       |
|    | Italia (bandiera) | A     | Ansaldo Fadda         |
|    | Italia (bandiera) | A     | Carlo Ravizzoli       |
|    | Italia (bandiera) | A     | Giuseppe Rizza        |
|    | Italia (bandiera) | A     | Gino Vandelli         |
|    | Italia (bandiera) | A     | Ruggero Zanolla       |
|    | Italia (bandiera) |       | Albergatore Innocenzo |
|    | Italia (bandiera) |       | Pasquale De Nicola    |
|    | Italia (bandiera) |       | Gennaro Fabbrocino    |

## Calciomercato
| Acquisti | Acquisti             | Acquisti         | Acquisti   |
| R.       | Nome                 | da               | Modalità   |
| -------- | -------------------- | ---------------- | ---------- |
| D        | Egidio De Franceschi | Monfalconese CNT | definitivo |
| C        | Luigi Raimo          | Napoli           | definitivo |
| A        | Mario Ceccarini      |                  | definitivo |
| A        | Giuseppe Rizza       | Lecce            | definitivo |
| A        | Ruggero Zanolla      | Monfalconese CNT | definitivo |
|          | Pasquale De Nicola   |                  | definitivo |
|          | Gennaro Fabbrocino   |                  | definitivo |
| D        | Luca Giordano        |                  | definitivo |
| C        | Stefano Sbriglia     |                  | definitivo |

| Cessioni | Cessioni          | Cessioni | Cessioni              |
| R.       | Nome              | a        | Modalità              |
| -------- | ----------------- | -------- | --------------------- |
| C        | Giovanni Giraud   | Napoli   | definitivo (95.000 £) |
| C        | Mario Orsini      |          |                       |
| A        | Ernesto Ghisi     |          |                       |
|          | Giuseppe Garofano |          | definitivo            |
|          | Stefano Malaguti  |          | definitivo            |
|          | Vincenzo Oropallo |          | definitivo            |

## Risultati

### Prima Divisione
Girone H

#### Girone di andata
| Arbitro: | Dal Bianco (Roma) |

|                                           |           |               |
| Vandelli 36’ Fadda 72’, 74’ Ravizzoli 85’ | Marcatori | 43’ Fallavena |

| Bari 9 ottobre 1932 2ª giornata | Bari B          | 0 – 0 | Savoia | Campo degli Sports\| Arbitro: \| Bonifazi (Roma) \| |
| Arbitro:                        | Bonifazi (Roma) |       |        |                                                     |

| Arbitro: | Zallone (Bari) |

|                                               |           |  |
| Fadda 18’, 29’ Ravizzoli 38’, 40’ Tricoli 66’ | Marcatori |  |

| Arbitro: | Bianconi (Roma) |

|              |           |  |
| Maffioli 63’ | Marcatori |  |

| Arbitro: | Serio (Palermo) |

|                                                      |           |  |
| Vandelli 5’ Sbriglia 14’ Ceccarini 37’ Ravizzoli 88’ | Marcatori |  |

| Arbitro: | Da Polo |

|                          |           |  |
| Labate 26’ Montanari 73’ | Marcatori |  |

| Arbitro: | De Salvo (Messina) |

|                                          |           |  |
| Fadda 20’, 62’ Tricoli 52’ Ceccarini 86’ | Marcatori |  |

| Arbitro: | Monti (Siracusa) |

|                |           |                       |
| De Marinis 30’ | Marcatori | 48’ Zanolla 60’ Fadda |

| Arbitro: | Cirillo |

|                            |           |                                |
| Negri 38’ Ghisi 59’ (aut.) | Marcatori | 30’ Giraud I 80’, 84’ Vandelli |

| Arbitro: | Saraceno (Roma) |

|                                                                     |           |                              |
| Zanolla 2’, 18’, 36’, 53’, 59’ Rizza 9’ Ghisi 49’, 66’ Vandelli 87’ | Marcatori | 26’ Cornaglia 86’ Bergonzini |

| Arbitro: | Benvignati (Roma) |

|                                  |           |            |
| Vandelli 37’ Giraud I 61’ (rig.) | Marcatori | 10’ Miconi |

#### Girone di ritorno
| Arbitro: | Serio (Palermo) |

|           |           |                          |
| Glovi 53’ | Marcatori | 25’ Zanolla 45’ Vandelli |

| Arbitro: | Tonelli (Roma) |

|             |           |  |
| Zanolla 54’ | Marcatori |  |

| Arbitro: | Carnevali (Roma) |

|  |           |                                              |
|  | Marcatori | 70’ Ravizzoli 79’ Vandelli 88’ De Franceschi |

| Arbitro: | Bonifazio (Roma) |

|                                             |           |                  |
| Ravizzoli 37’ Fadda 43’ Castello 70’ (aut.) | Marcatori | 76’ Sallustro II |

| Arbitro: | Cugnini |

|                                                        |           |             |
| Castellani 14’, 65’ Parisi 17’ Nicolini 42’ Tosini 70’ | Marcatori | 38’ Zanolla |

| Arbitro: | Bevilacqua (Viareggio) |

|                                        |           |                   |
| Vandelli 2’, 12’ Zanolla 16’ Fadda 60’ | Marcatori | 28’, 90’ Bellotti |

| Arbitro: | Benvignati (Roma) |

|                                     |           |                           |
| Madonna 15’ Minicucci 41’ Sacco 72’ | Marcatori | 50’ Ravizzoli 69’ Brasile |

| Arbitro: | Bianconi (Roma) |

|                                   |           |               |
| Giraud I 24’ (rig.) Ravizzoli 33’ | Marcatori | 38’, 59’ Zito |

| Torre Annunziata 9 aprile 1933 20ª giornata | Savoia | 2 – 0 (a tavolino) | Cotoniere Angri | Campo Formisano |

| Arbitro: | Rovera (Milano) |

|                       |           |           |
| Righi 13’ Notelli 74’ | Marcatori | 60’ Ghisi |

| Arbitro: | Benassi (Teramo) |

|                             |           |              |
| De Sio 20’ Finotto 44’, 75’ | Marcatori | 7’ Ravizzoli |

## Statistiche
Aggiornate al 23 aprile 1933.

### Statistiche di squadra
| Competizione    | Punti | In casa | In casa | In casa | In casa | In casa | In casa | In trasferta | In trasferta | In trasferta | In trasferta | In trasferta | In trasferta | Totale | Totale | Totale | Totale | Totale | Totale | M.I. |
| Competizione    | Punti | G       | V       | N       | P       | Gf      | Gs      | G            | V            | N            | P            | Gf           | Gs           | G      | V      | N      | P      | Gf     | Gs     | M.I. |
| --------------- | ----- | ------- | ------- | ------- | ------- | ------- | ------- | ------------ | ------------ | ------------ | ------------ | ------------ | ------------ | ------ | ------ | ------ | ------ | ------ | ------ | ---- |
| Prima Divisione | 27    | 10      | 10      | 0       | 0       | 40      | 9       | 10           | 3            | 1            | 6            | 10           | 18           | 20     | 13     | 1      | 6      | 50     | 27     | +23  |
| Totale          | 27    | 10      | 10      | 0       | 0       | 40      | 9       | 10           | 3            | 1            | 6            | 10           | 18           | 20     | 13     | 1      | 6      | 50     | 27     | +23  |

### Andamento in campionato
| Giornata  | 1 | 2 | 3 | 4 | 5 | 6 | 7 | 8 | 9 | 10 | 11 | 12 | 13 | 14 | 15 | 16 | 17 | 18 | 19 | 20 | 21 | 22 |
| --------- | - | - | - | - | - | - | - | - | - | -- | -- | -- | -- | -- | -- | -- | -- | -- | -- | -- | -- | -- |
| Luogo     | C | T | C | T | C | T | C | T | T | C  | C  | T  | C  | T  | C  | T  | C  | T  | C  | C  | T  | T  |
| Risultato | V | N | V | P | V | P | V | V | V | V  | V  | V  | V  | V  | V  | P  | V  | P  | V  | -  | P  | P  |
| Posizione | 1 | 2 | 2 |   |   |   |   |   |   |    |    |    |    |    |    |    |    |    |    |    |    | 3  |

Legenda:

Luogo: C = Casa; T = Trasferta. Risultato: V = Vittoria; N = Pareggio; P = Sconfitta.

### Statistiche dei giocatori
| Giocatore        | Nome     | Nome |
| Giocatore        | Presenze | Reti |
| ---------------- | -------- | ---- |
| I. Albergatore   | 2        | 0    |
| F. Ammendola     | 2        | -5   |
| M. Brasile       | 11       | 1    |
| Ceccarini        | 7        | 2    |
| O. Cirillo       | 18       | 0    |
| E. De Franceschi | 6        | 1    |
| P. De Nicola     | 1        | 0    |
| G. Fabbrocino    | 2        | 0    |
| A. Fadda         | 13       | 9    |
| P. Ghisi         | 11       | 3    |
| L. Giordano      | 1        | 0    |
| M. Giraud        | 21       | 0    |
| R. Giraud        | 21       | 4    |
| Raimo            | 12       | 0    |
| C. Ravizzoli     | 21       | 9    |
| G. Rizza         | 9        | 1    |
| Sbriglia         | 4        | 1    |
| S. Tricoli       | 20       | 2    |
| L. Vandelli      | 17       | 10   |
| C. Visciano      | 19       | -22  |
| R. Zanolla       | 13       | 9    |